# María Avizanda
María Avizanda Pérez (Pamplona, 29 de mayo de 1975) es una periodista y presentadora española. Actualmente trabaja como redactora en Atresmedia, y es habitual en El intermedio.

## Biografía
Tras cursar estudios de Periodismo en la Universidad de Navarra, comenzó su actividad profesional en la radio. Así, durante sus inicios profesionales, trabajó en distintas actividades tanto en la Cadena COPE como en Cadena 100.
Pero su mayor popularidad se la debe a la televisión, medio en el que ha trabajado en varias cadenas como Canal 4 Navarra, Vía Digital, Onda Seis, Antena 3, Telecinco o Telemadrid. 
Sin embargo,alcanzó su mayor proyección cuando en mayo de 2008 acompañó a Inés Ballester en el programa semanal, El día por delante, en La 1 de TVE, en el que se presentaban diversas ofertas de ocio para el fin de semana.
En agosto de ese mismo año, Televisión Española, apostó por la periodista para ponerla al frente de uno de los espacios más emblemáticos de la cadena: El magacín Gente, sustituyendo a: Pepa Molina y a Sonia Ferrer, labor que vino desempeñando desde ese momento hasta la cancelación del formato, (3 años). 
Durante el verano de 2009, María presentó junto a José Ángel Leiras, Esta mañana de verano, programa matinal de La 1. 
Además, desde el 12 de septiembre de 2011 hasta el 29 de junio de 2012, presentó la edición de fin de semana de +Gente junto a Alberto Herrera.
A final de temporada, la periodista no renovó, con TVE, y dejó la cadena pública.
Actualmente, trabaja, en el "Centro de Investigación de Somosaguas", en la Comunidad de Madrid, desde marzo de 2014.
También desde 2017, se encarga de los guiones del programa Dentro de... de LaSexta que presenta Cristina Pedroche.
Entre mayo y octubre de 2023 se incorpora como reportera a El intermedio para suplir la baja de maternidad de Andrea Ropero. Anteriormente ya era redactora del programa y continúa siéndolo tras la reincorporación de Ropero.